# Ngư Thủy Bắc
Ngư Thủy Bắc là một xã cũ thuộc huyện Lệ Thủy, tỉnh Quảng Bình, Việt Nam.

## Lịch sử
Ngày 16 tháng 6 năm 2025, Ủy ban Thường vụ Quốc hội ban hành Nghị quyết số 1680/NQ-UBTVQH15 về việc sắp xếp các đơn vị hành chính cấp xã của tỉnh Quảng Trị năm 2025. Theo đó, sắp xếp toàn bộ diện tích tự nhiên, quy mô dân số của các xã Cam Thủy (huyện Lệ Thủy), xã Thanh Thủy, xã Hồng Thủy, xã Ngư Thủy Bắc thành xã mới có tên gọi là xã Cam Hồng.

## Địa lý
Xã Ngư Thủy Bắc nằm ở phía đông huyện Lệ Thủy, có vị trí địa lý:
- Phía đông giáp Biển Đông
- Phía tây giáp các xã Hưng Thủy, Cam Thủy, Thanh Thủy
- Phía nam giáp xã Ngư Thủy
- Phía bắc giáp huyện Quảng Ninh.

Xã Ngư Thủy Bắc có diện tích 31,38 km², dân số năm 2019 là 3.526 người, mật độ dân số đạt 112 người/km².
Đây là một xã ven biển trên vùng cát. Xã này được lập từ xã Ngư Thủy (cũ), một xã trong phim tài liệu Trở lại Ngư Thủy.

## Hành chính
Xã Ngư Thủy Bắc được chia thành 5 thôn: Bắc Hòa, Tân Hải, Tân Thuận, Tân Hòa, Trung Thành.

## Kinh tế
Hiện tại xã đang còn là một xã miền biển nghèo, thuộc đối tượng 135 của chính phủ.
Kinh tế chủ yếu là ngư nghiệp, nông nghiệp và đánh bắt thủy hải sản gần bờ.